# Fünf Seen von Mikata
Die Fünf Seen von Mikata (japanisch 三方五湖 Mikata-goko) liegen im Süden der japanischen Präfektur Fukui zwischen den Landkreisen Mikata und Mikata-Kaminaka nahe der Wakasa-Bucht. Am 8. November 2005 wurde eine Fläche von 1110 Hektar als Ramsar-Gebiet mit der Nummer 1549 ausgewiesen.

## Geographie
Die fünf Seen unterscheiden sich vor allem durch ihre jeweilige Salinität. Der Mikata-See ist der einzige Süßwassersee der fünf und liegt am weitesten von der Küste entfernt. Aus südlicher Richtung münden in ihn mehrere Flüsse. Der Suigetsu-See ist mit dem Mikata-See und Suga-See verbunden. Mit dem Kugushi-See ist er über den Urami-Kanal verbunden, der vor über 300 Jahren künstlich geschaffen wurde, und mit dem Hiruga-See über einen etwa 200 Jahre alten Tunnel. Der Suigetsu-, Suga- und Kugushi-See enthalten Brackwasser mit in dieser Reihenfolge ansteigender Salinität. Der Hiruga-See ist ein Salzwassersee und der kleinste und tiefste der fünf. Für diesen und den Kugushi-See besteht eine Verbindung mit dem Meer. Bei Flut läuft das Meerwasser direkt in den Kugushi-See, sodass der Salzgehalt dort ansteigt.
| See          | Jap. Name           | Salinität   | Wasserfläche | Mittlere Tiefe | Max. Tiefe | Uferlänge |
| ------------ | ------------------- | ----------- | ------------ | -------------- | ---------- | --------- |
| Mikata-See   | 三方湖 Mikata-ko    | Süßwasser   | 3,56 km²     | 1,3 m          | 5,8 m      | 9,6 km    |
| Suigetsu-See | 水月湖 Suigetsu-ko  | Brackwasser | 4,16 km²     |                | 34 m       | 11 km     |
| Suga-See     | 菅湖 Suga-ko        | Brackwasser | 0,91 km²     |                | 13,0 m     | 4,2 km    |
| Kugushi-See  | 久々子湖 Kugushi-ko | Brackwasser | 1,40 km²     | 1,8 m          | 2,5 m      | 7,0 km    |
| Hiruga-See   | 日向湖 Hiruga-ko    | Salzwasser  | 0,92 km²     | 14,3 m         | 38,5 m     | 4,0 km    |

Das Klima in der Region ist relativ mild mit einer Durchschnittstemperatur von 14,6 °C im Jahr und zwischen 4,3 und 26,4 °C im Monat. Die jährliche Niederschlagsmenge beläuft sich auf 2068 mm. Die Seen sind von Hügeln umgeben. Geologisch finden sich paläozoische und mesozoische Formationen.

## Flora und Fauna
Zu den im Gebiet der Seen vorkommenden, bedrohten Pflanzenarten zählen die vom Aussterben bedrohte Art Trapella sinensis sowie die stark gefährdeten Arten Potamogeton cristatus und Eriocaulon parvum. Darüber hinaus sind dort die gefährdeten Pflanzenarten Gemeiner Schwimmfarn, Kleefarn, Azolla japonica und Monochoria korsakowii verbreitet.
Im Mikata-See leben Süßwasserfischarten wie Rotaugen und Stinte. Im salzigen Hiruga-See finden sich dagegen Arten wie Konosirus punctatus, Sardinella zunasi und Rundheringe. Die einst im Mikata-See eingeführte, in Japan endemische und als stark gefährdet eingestufte Bitterlingart Acheilognathus cyanostigma ist aus diesem inzwischen wieder verschwunden. Eine weitere in Japan seltene Art ist jedoch Opsariichthys uncirostris, die ursprünglich nur in den Fünf Seen von Mikata und im Biwa-See gefunden wurde.